# Our Chalet
Our Chalet er et af fire verdenspigespejdercentre, som drives af den internationale pigespejderbevægelse WAGGGS. Our Chalet ligger i den lille by Adelboden i den schweiziske kanton Bern.

## Historik
WAGGGS' verdenskomite besluttede på sit møde i Holland i 1929, at der skulle bygges et internationalt center for pigespejdere fra hele verden. Opførelsen af Our Chalet og de første fire års drift blev betalt af den amerikanske pigespejderleder Helen Storrow. Resultatet blev Our Chalet, der som det første verdenspigespejdercenter blev indviet d. 31. juli 1932 af den daværende verdenspigespejderchef Olave Baden-Powell. Den første leder, Guider in Charge, af Our Chalet blev den schweiziske pigespejderleder Ida Von Herrenschwand, som gik under spejdernavnet Falk.
Under anden verdenskrig var Our Chalet lukket for almindelige besøgende, men spillede en væsentlig rolle for genforening af flygtninge, som var kommet til Schweiz.

## Bygninger
I årenes løb er Our Chalet gentagne gange blevet udvidet med om- og nybygninger – alle i traditionel schweizisk chalet-stil. I dag består Our Chalet af følgende bygninger:
- Den oprindelige hovedbygning med bl.a. spisesal, soverum, pejsestue og bibliotek
- Spycher – nyeste bygning, som rummer bl.a. sovesal, mødelokaler, depoter og skikælder
- Baby chalet, som oprindelig var bygget til Helen Storrow, men nu benyttes til Our Chalets gæster
- Squirrel House – gæstehus og køkkenfaciliteter for teltliggende gæster
- Our Chalet Shop
- Staff House

## Aktiviteter
Siden Our Chalets indvielse har der årligt været afholdt et Juliette Low-seminar om international lederuddannelse for unge kvinder. Denne tradition blev afbrudt under krigen, men genoptaget i 1946. I 1968 blev traditionen med et årligt Juliette Low-seminarer ændret til at gå på skift mellem de fire verdenspigespejdercentre, således at der nu afholdes et Juliette Low-seminar på Our Chalet hvert 4. år.
Gennem alle årene har der på Our Chalet været fokus på udendørsaktiviteter i form af bl.a. skisport, klatring og vandring.
Tidligt i 1970'erne begyndte endnu to traditioner med særlige samlinger for medlemmer af hhv. støtteforeningen Friends of Our Chalet og ledere med den særlige trekløvertræning.
I 1978 blev duelighedstegnet Chalet Challenge introduceret. Dette mærke kan kun erhverves af gæster, som under deres besøg på Our Chalet har fuldført en række særlige udfordringer.
Den seneste samlingstradtion blev etableret i 1986, hvor Our Chalet lagde hus til det første årlige Helen Storrow-seminar til minde om stedets nu afdøde grundlægger. Helen Storrow-seminarerne fokuserer på international uddannelse og bevidsthed.

## Eksterne referencer
- Our Chalet Arkiveret 5. oktober 2007 hos  Wayback Machine
- WAGGGS
- Helen Storrow (Webside ikke længere tilgængelig)

46°29′29″N 7°34′29″Ø / 46.4914°N 7.5747°Ø